# Korrelgrootte (sediment)

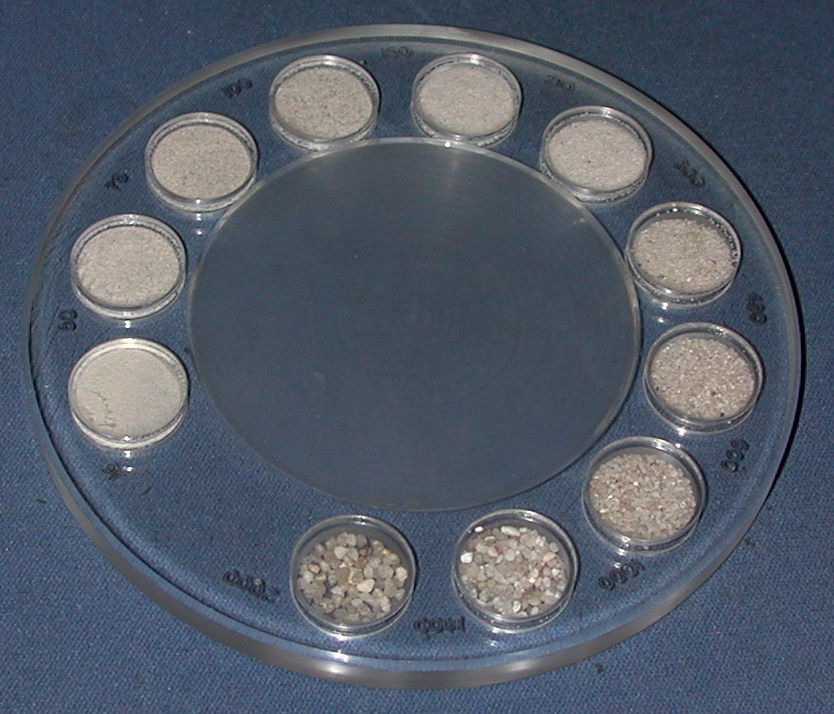
Een 'zandliniaal'. Dit is een plastic schijf met cellen waarin (los) zand van verschillende korrelgrootten is opgesloten. De schijf wordt gebruikt voor het schatten van korrelgrootten (vooral in het veld). Aanwezige korrelgrootten: 16, 50, 75, 105, 150, 210, 300, 420, 600, 1000, 1400, 2000 micrometer (NB deze grenzen zijn niet meer in gebruik)

De korrelgrootte of textuur is in de aardwetenschappen de diameter van de klasten in een sediment, bodem of sedimentair gesteente. Afhankelijk van deze korrelgrootte kunnen de klasten grind, zand, silt of klei worden genoemd.
Omdat zulke begrippen vrij vaag blijven zijn door een aantal sedimentologen classificaties opgesteld.

## Internationale classificatie: NEN-EN-ISO 14688
NEN-EN-ISO 14688 bestaat uit twee delen. In deel 1 wordt de identificatie van grondsoorten behandeld. Deze wordt toegepast bij het macroscopisch beschrijven van grond, zoals dat bijvoorbeeld in het  veld gebruikelijk is. Deel 2 zet de standaard voor de classificatie van grondmonsters zoals die op basis van in het laboratorium gemeten proeven wordt vastgesteld. Hiermee is het bij het opstellen van een plan voor grondonderzoek voor de opdrachtgever en voor de uitvoerende partij mogelijk om op eenduidige wijze specificaties voor het onderzoek op te stellen.  
Voorheen werd de Nederlandse classificatie NEN 5104 gebruikt. Deze is in 2016 vervallen. 
De standaard voor classificatie van sediment is in Nederland vastgelegd in NEN-EN-ISO 14688 (Geotechniek - Classificatie van onverharde grondmonsters) samen met NEN 8990:2020 nl; in België in NBN EN ISO 14688-1:2018. Inhoudelijk zijn de Nederlandse en Belgische normen gelijk. Deze normen zijn niet gelijk aan de hieronder beschreven Wentworth classificatie. De vele honderdduizenden beschrijvingen van sedimenten in grondboringen die zich in het archief van de Nederlandse geologische dienst bevinden, zijn volgens de classificatie van NEN 5104. Een korte beschrijving en uitleg geven Van der Meulen et al, 2003. De hieronder genoemde korrelgrootten betreffen de D50 (mediane korrelgrootte). Dit is de waarde waarbij 50% van de korrels in de zandfractie grover zijn dan D50 en 50% fijner. Er bestaan verschillende schalen voor korrelgrootte. In Nederland is de classificatie NEN-EN-ISO 14688 de meest gebruikte. De genoemde 50% is een gewichtspercentage, niet het aantal korrels. De D50 wordt bepaald met een zeefkromme. De genoemde onder- en bovengrenzen zijn dus niet de kleinste en grootste korrels in een monster, maar de range waarbinnen de D50 moet liggen. 
De Nederlandse korrelgrootte classificatie is als volgt:
| Ondergrens                     | Bovengrens | Fractie           |
| ------------------------------ | ---------- | ----------------- |
| {\displaystyle \geq } 630 mm   | -          | blokken           |
| {\displaystyle \geq } 200 mm   | 630 mm     | keien             |
| {\displaystyle \geq } 63 mm    | 200 mm     | stenen            |
| {\displaystyle \geq } 16 mm    | 63 mm      | Zeer grof grind   |
| {\displaystyle \geq } 5,6 mm   | 16 mm      | Matig grof grind  |
| {\displaystyle \geq } 2 mm     | 5,6 mm     | Fijn grind        |
| {\displaystyle \geq } 0,420 mm | 2 mm       | Uiterst grof zand |
| {\displaystyle \geq } 300 µm   | 420 µm     | Zeer grof zand    |
| {\displaystyle \geq } 210 µm   | 300 µm     | Matig grof zand   |
| {\displaystyle \geq } 150 µm   | 210 µm     | Matig fijn zand   |
| {\displaystyle \geq } 105 µm   | 150 µm     | Zeer fijn zand    |
| {\displaystyle \geq } 63 µm    | 105 µm     | Uiterst fijn zand |
| {\displaystyle \geq } 2 µm     | 63 µm      | silt              |
| -                              | < 2 µm     | lutum             |

## Classificatie volgens de Wentworthschaal
Een internationaal veel gebruikte classificatie is die van de Amerikaan J.A. Udden uit 1898. Deze schaal werd in 1922 door C.R. Wentworth uitgebreid en verfijnd en wordt de Udden-Wentworthschaal, of Wentworthschaal genoemd. Naar W.C. Krumbein wordt de korrelgrootte soms uitgedrukt op een logaritmische schaal, volgens de vergelijking:
{\displaystyle \phi =-\log _{2}{D}\,}
waarin
{\displaystyle \phi } de Krumbein phi is en
{\displaystyle D} de diameter in millimeter.
Andersom kan voor elke {\displaystyle \phi } de diameter worden gevonden met:
{\displaystyle D=2^{-\phi }}
| Krumbein φ | Diameter        | Wentworthklasse             | Nederlandse vertaling |
| ---------- | --------------- | --------------------------- | --------------------- |
| < −8       | > 256 mm        | boulder                     | keien                 |
| −6 tot −8  | 64–256 mm       | cobbles                     | stenen                |
| −5 tot −6  | 32–64 mm        | very coarse gravel, pebbles | zeer grof grind       |
| −4 tot −5  | 16–32 mm        | coarse gravel, pebbles      | grof grind            |
| −3 tot −4  | 8–16 mm         | medium gravel, pebbles      | middel grind          |
| −2 tot −3  | 4–8 mm          | fine gravel, pebbles        | fijn grind            |
| −1 tot −2  | 2–4 mm          | very fine gravel, granules  | erg fijn grind        |
| 0 tot −1   | 1–2 mm          | very coarse sand            | zeer grof zand        |
| 1 tot 0    | ½–1 mm          | coarse sand                 | grof zand             |
| 2 tot 1    | ¼–½ mm          | medium sand                 | middel zand           |
| 3 tot 2    | 125–250 µm      | fine sand                   | fijn zand             |
| 4 tot 3    | 62.5–125 µm     | very fine sand              | zeer fijn zand        |
| 8 tot 4    | 3.90625–62.5 µm | silt                        | silt                  |
| > 8        | < 3.90625 µm    | clay                        | klei                  |
| >10        | < 1 µm          | colloids                    | colloïden             |

Let op dat de Nederlandse vertalingen van de grootheden in deze indeling niet overeenkomen met de Nederlandse classificatie van korrelgrootten hierboven! Soms wordt met grind alles bedoeld dat groter is dan zand, dus ook het Engelse granule, pebble, cobble en boulder kunnen onder grind vallen. Dat is in Nederland niet gebruikelijk.